# Araeoncus altissimus
Araeoncus altissimus är en spindelart som beskrevs av Simon 1884. Araeoncus altissimus ingår i släktet Araeoncus och familjen täckvävarspindlar. Inga underarter finns listade i Catalogue of Life.